# علیقلی مسعود انصاری
علیقلی مسعود انصاری (۱۲۴۷–۱۳۱۹ ه‍.خ.) ملقب به مشاورالممالک از دیپلمات‌های ایران در اواخر دوران قاجار و اوایل دوران پهلوی است. او معمار روابط ایران و شوروی پس از روی کارآمدن نظام کمونیستی در روسیه به شمار می‌رود. 
علیقلی خان فرزند میرزا حسن خان نایب‌الوزاره و نوهٔ میرزا مسعود خان انصاری بود. زبان‌های فرانسوی و روسی را در ترابوزان عثمانی و حاجی طرخان روسیه در دوره مأموریت پدرش آموخت. به عنوان مترجم وارد وزارت امور خارجهٔ ایران شد و با همین سمت هیئت ایران را در مراسم تاج‌گذاری نیکولای دوم همراهی کرد. در ۱۳۲۰ ه‍.ق. منشی اول (دبیر اول) سفارت ایران در مسکو و در ۱۳۲۹ ه‍.ق. معاون وزرات امور خارجه شد تا این که برای نخستین بار در ۱۲۹۴ خورشیدی در کابینهٔ عبدالحسین میرزا فرمانفرما به وزارت امور خارجه رسید.

## کنفرانس صلح پاریس و کارشکنی وثوق الدوله
با فشار برخی نمایندگان وثوق الدوله مجبور به ارسال هیئتی از سوی ایران به کنفرانس صلح پاریس برای پیگیری حقوق ایران می‌شود. 
مشاورالممالک به‌عنوان وزیر امور خارجه ریاست هیئت ایرانی اعزامی به کنفرانس صلح پاریس را بر عهده داشت، ولی این هیئت موفقیتی به دست نیاورد. زیرا حسن وثوق‌الدوله از آن حمایتی نکرد و هنوز به کنفرانس نرسیده ماموریت آن را لغو نمود. درحالی‌که خود مشغول بستن قرارداد ۱۹۱۹ با بریتانیا بود به‌سرعت مشاورالممالک را از وزارت امور خارجه عزل و به‌جای وی نصرت الدوله فیروز را به‌عنوان وزیر خارجه منصوب کرد که به تصویب قرارداد کمک کند. 
به گفته یحیی دولت آبادی مشاورالممالک بسیار رنجیده خاطر شده تصمیم گرفت در اروپا گوشه عزلت برگزیند ولی دولتیان برای جبران به وی سفارت ترکیه را پیشنهاد کرده و پس از مدت‌ها پافشاری بالاخره قبول میکند.
این عمل لجبازی وثوق الدوله در زمانی که کشور در شرایط بحرانی بود یک نوع از خیانت بوده است. 
پس از سقوط دولت وثوق‌الدوله، رئیس‌الوزرای بعدی یعنی حسن مشیرالدوله مشاورالممالک را به مسکو فرستاد. انصاری در آنجا عهدنامه «پیمان مودت» را در ۲۶ فوریه ۱۹۲۱ (هفتم اسفند ۱۲۹۹) با روسیه امضا کرد که اساس روابط ایران با شوروی شد و امتیازات استعماری دوران تزاری را در ایران لغو کرد. او همچنین توانست دولت شوروی را متقاعد کند که به قیام گیلان کمک نکند. 
پس از به سلطنت رسیدن رضاشاه، مسعود‌انصاری در سال ۱۳۰۵ در دولت مستوفی‌الممالک وزیر امورخارجه شد. در دوره وزارت او در اردیبهشت ۱۳۰۶ به دستور رضاشاه، کاپیتولاسیون لغو شد و وزارت امورخارجه اداره محاکمات و کارگزاری‌های خود در ولایات را که به امور قضائی اتباع خارجه رسیدگی می‌کردند، تعطیل کرد. رضاشاه همچنین او را به روسیه فرستاد تا دربارهٔ توافق بازرگانی مذاکره کند.
مأموریت انصاری در روسیه چند ماه طول کشید. در هشتم مهر ۱۳۰۶ «عهدنامه تأمینیه و بی‌طرفی» را با گئورگی چیچرین وزیرخارجه و قرارداد شیلات و قرارداد گمرکی را با لو کاراخان قائم‌مقام وزیرخارجه روسیه امضا کرد. «عهدنامه تأمینیه و بی‌طرفی» دو دولت را متعهد می‌کرد از هر نوع فعالیت علیه یکدیگر در خاک خود جلوگیری کنند، در صورت بروز جنگ در خاک هر کدام، نسبت به دیگری بی‌طرف بمانند و در محاصره یا تحریم اقتصادی علیه یکدیگر شرکت نکنند.  بعدها که ارتش شوروی خاک ایران را اشغال و از برپایی دولت خودمختار در آذربایجان حمایت کرد، همین عهدنامه سندی برای واداشتن شوروی به خارج ساختن نیروهایش شد. قرارداد شیلات نیز در واقع تأیید قراردادی بود که پیشتر میان دو کشور برای تشکیل «کمپانی مختلط ایران و شوری» و اعطای امتیاز بهره‌برداری از شیلات ایران به این کمپانی بسته شده بود. 
انصاری پس از عقد این قراردادها و پایان مأموریتش در مسکو از وزارت کناره گرفت. او پدربزرگ مادری احمد میرفندرسکی آخرین وزیر امور خارجهٔ حکومت پهلوی است.